# Nusalala championi
Nusalala championi is een insect uit de familie van de bruine gaasvliegen (Hemerobiidae), die tot de orde netvleugeligen (Neuroptera) behoort. 
Nusalala championi is voor het eerst wetenschappelijk beschreven door Kimmins in 1936.